# Toyokawa

Toyokawa na província de Aichi

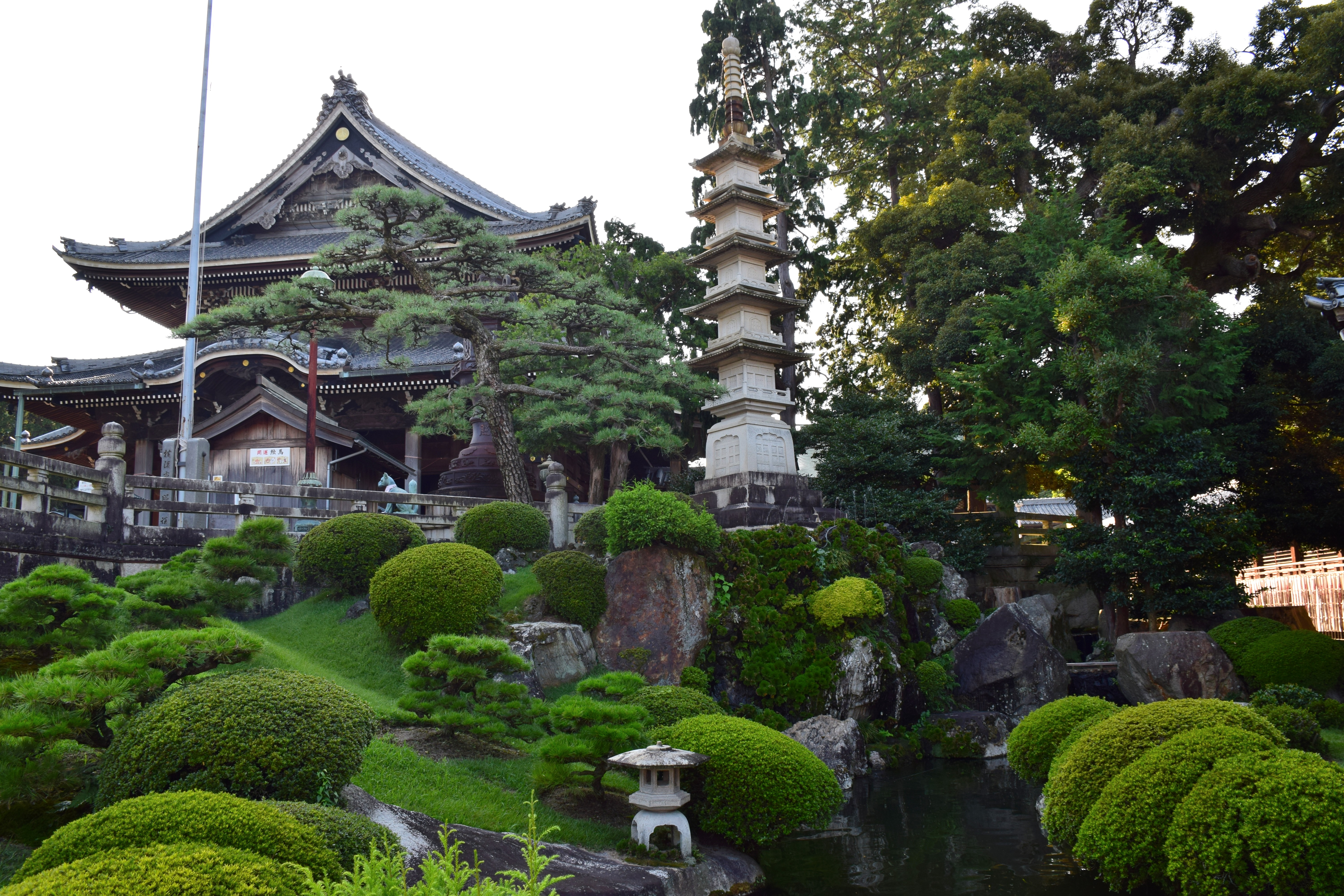

Toyokawa-shi (豊川市) é uma cidade japonesa localizada na província de Aichi.
Em janeiro de 2010 a cidade tinha uma população de 160 952 habitantes, sendo 5 214 habitantes estrangeiros, a maioria brasileiros (2 955 habitantes). A densidade populacional é de 1 070 h/km² e a área total de 150,71 km².
Recebeu o estatuto de cidade a 1 de Junho de 1943.
No dia 1 de fevereiro de 2010 a vila de Kozakai do distrito de Hoi foi anexada à cidade de Toyokawa.

## Transportes

### Ferrovias
- Meitetsu'(名鉄、名古屋鉄道)
  - Linha Nagoya
  - Linha Toyokawa

## Cidades-irmãs
- Cupertino, Estados Unidos
- Santa Rosa, Filipinas
- Tagbilaran, Filipinas
- Wuxi, China